# Simon the Sorcerer
Simon the Sorcerer es un videojuego de aventura point-and-click en 2D publicado por Adventure Soft. Fue lanzado originalmente el 2 de enero de 1993  para Amiga y MS-DOS. En España, la versión en CD-ROM fue distribuida por Erbe Software con subtítulos en castellano.
El juego incluye numerosas parodias de varios cuentos populares y cuentos de hadas, entre ellos Rapunzel, El Señor de los Anillos, Las habichuelas mágicas y Las tres cabras macho Gruff.
Aunque inicialmente el juego no contaba con audio para las voces, estas fueron añadidas en posteriores versiones del juego. La voz de Simon es hecha por el actor británico Chris Barrie, más conocido por su rol en la serie Enano Rojo y ser el protagonista de la serie The Brittas Empire, ambas de la BBC.

## Historia
La historia comienza con Simon, un adolescente normal que escucha música mientras lee unas revistas en su habitación. Su nuevo perro "Chippy", que fue un regalo de su reciente cumpleaños, descubre un baúl en el desván de su casa con un libro de hechizos. Simon va a echar un vistazo pero tira el libro al suelo mostrando un nulo interés en su contenido. Entonces del libro sale un impresionante haz de luz. El perro pasa a través de él y Simon lo sigue.
Tras atravesarlo, Simon se encuentra en otro mundo. Tras escapar de unos troles, descubre que ha sido llamado para rescatar al mago Calypso de las garras del maligno hechicero Sórdido.

## Versiones
El juego fue originalmente publicado en 1993 para PCs que utilizaban el sistema MS-DOS en tres disquetes de 3.5" que venían en una caja grande con bordes púrpuras. Inicialmente, no traía consigo voces y utilizaba subtítulos a lo largo del juego. También venía con un manual en blanco y negro de 30 páginas, el cual incluía las imágenes necesarias para pasar la protección contra piratería con la que esta versión fue lanzada.
Dos años después, justo antes de la publicación de la secuela, el primer juego fue relanzado en CD-ROM. Este nuevo CD vino sin protección contra piratería, empaque transparente con un manual en blanco y negro, con la portada y contraportada a color.
Desde su lanzamiento original, la versión de PC de Simon the Sorcerer ha sido producido directamente por Adventure Soft. Desde entonces, el juego ha recibido el subtítulo de "The Original Adventure" (lit. La aventura original), y viene en el mismo empaque negro que la secuela. El CD también ha sido mejorado, primero para poder correr en Windows 95/98 usando DirectX y luego en Windows Me/2000/XP. La versiones de Windows introdujeron el manual del juego en formato PDF, reemplazando el contenido de la caja original. Un parche está disponible en la página de Adventure Soft para actualizar las versiones anteriores para que puedan correr en Windows Me/2000/XP y posteriores. Simon The Sorcerer - The Original Adventure también ha sido publicado junto a su secuela en un paquete doble, a un precio reducido.
Más recientemente, Idgicon ha relanzado las últimas versiones de los cinco juegos de Simon the Sorcerer en forma individual en formato de DVD, seguido de un paquete combinado que contiene cuatro títulos, excluyendo a Simon the Sorcerer 3D, en un solo disco.
Para Amiga, la versión de 256 colores para AGA A1200 estaba disponible en 9 disquetes de doble densidad. Poco tiempo después, una edición de 64 colores para el Amiga 500 fue creada para que pueda ser jugada en cualquier Amiga, y finalmente se lanzó una versión para CD32 con gráficos de 256 y voces. Fue el primer juego de aventura para Amiga que contenía actuación de voz, pero solo en la versión en CD.
Una versión de 256 colores para la plataforma Acorn RISC OS fue lanzada en disquetes, con una versión en CD que incluía las voces lanzada más adelante.
Recientemente el juego ha sido relanzado para el iPhone y está disponible a través del App Store de Apple. Esta es la versión con voces y contiene dos versiones diferente de los controles, la original con un cursor o simplemente con tocar la pantalla para seleccionar objetos y comandos.
Un detalle curioso incluido en todas versiones del juego, es el "robot demónico" que aparece en la portada. Este robot es supuestamente Sórdido, pero él no toma esta forma en el primer juego, excepto por un corto cameo al final, e incluso allí sólo se ve un brazo mecánico grande que arrastra a Simon de vuelta al portal del mundo de la fantasía.

## Con ScummVM
Es posible correr el juego utilizando la plataforma ScummVM en una variedad de dispositivos y sistemas operativos inicialmente no soportados por el desarrollador, como ser Android, Mac y consolas como el Nintendo DS y el Wii.

## Recepción
La versión de Amiga de Simon the Sorcerer recibió buenas críticas. CU Amiga le dio un puntaje de 90% y elogió su alta calidad gráfica y lo divertido que era el juego. Amiga Computing dio al juego un puntaje de 89%, también elogiando los gráficos. La revista también resaltó el rico detalle del juego y los  acertijos lógicos en él. Ambas revistas compararon al juego con Monkey Island 2: LeChuck's Revenge pero también indicaron que no era una copia y además, era un producto de calidad. El agregador de reseñas Game Rankings, indica que la versión para PC tiene una calificación de 86.3%.